# Tuca Nascimento
Ermelindo Manoel do Nascimento Neto, mais conhecido como Tuca Nascimento (Rio de Janeiro, 5 de janeiro de 1960) é um cantor, compositor, arranjador e produtor musical brasileiro, com trabalhos na música cristã contemporânea.
Trabalhando como produtor e arranjador de discos desde a década de 80, formou uma dupla com o cantor Marcelo Nascimento, chamada Irmãos Nascimento, lançando álbuns pela MK Music. Uma das coletâneas da dupla foi certificada com disco de ouro pela ABPD. Antes disso, também formou a dupla Nascimento e Silva, que chegou a lançar dois álbuns.
Gravou com vários músicos e grupos musicais, como Marina de Oliveira, Shirley Carvalhaes, Rose Nascimento, Gisele Nascimento, Wilian Nascimento, J. Neto e Rebanhão. Algumas de suas produções foram indicadas ao Troféu Talento por várias vezes.
É pai das cantoras Gisele e Michelle Nascimento.

## Discografia
Carreira solo
- 1997: Minhas Súplicas
- 2000: Diante de Deus
- 2001: Águas do Trono
- 2002: Minha Rendição
- 2014: A Misericórdia me Alcançou

Coletâneas
- 2003: Seleção de Ouro

Com Nascimento e Silva
Com Irmãos Nascimento
- 1999: Amor Incomparável
- 2002: Canta a Vitória

Como produtor musical ou músico convidado
- 1985: Água Viva - J. Neto (arranjos, baixo)
- 1988: Asas do Vento - Shirley Carvalhaes (produção musical)
- 1988: Resposta - J. Neto (arranjos, baixo)
- 1990: Diga-me Porque - Shirley Carvalhaes (produção musical)
- 1990: Livre - Rose Nascimento (produção musical)
- 1991: Amigo Meu - Shirley Carvalhaes (produção musical)
- 1991: Tua Graça me Basta - J. Neto (arranjos, mixagem)
- 1992: Pássaro Livre - Shirley Carvalhaes (produção musical)
- 1992: A Dose mais Forte - Rose Nascimento (produção musical)
- 1992: Nazareno - J. Neto (arranjos, mixagem e vocal)
- 1993: De Coração pra Coração - Shirley Carvalhaes (produção musical)
- 1993: Retorno - J. Neto (arranjos, regência, mixagem e vocal)
- 1994: Primeiro Amor - Shirley Carvalhaes (produção musical)
- 1995: Quero Te Adorar - Shirley Carvalhaes (produção musical)
- 1995: Momentos Vol.1 - Marina de Oliveira (viola e violão)
- 1995: Momentos Vol.2 - Marina de Oliveira (viola e violão)
- 1996: Por Cima dos Montes - Rebanhão (vocal de apoio em "Por Cima dos Montes)
- 1997: Ao Vivo na Riosampa - Shirley Carvalhaes (produção musical)
- 1998: Alma e Coração - J. Neto (produção musical, arranjos, mixagem e violões)
- 1998: Olhos de Quem Ama - Shirley Carvalhaes (produção musical)
- 2000: Silêncio Aflito - Shirley Carvalhaes (produção musical)
- 2000: Você já Imaginou? - Mattos Nascimento (arranjos, mixagem e cordas)
- 2002: Canções, eternas canções - Alex Gonzaga (produção musical)
- 2003: Ao Vivo - J. Neto[9] (produção musical, arranjos e regência)
- 2004: Marcelo Nascimento & Família - Marcelo Nascimento[10] (vocal em "Amor Incomparável" e "A Glória de Deus Vai Descer")
- 2004: Conquista - J. Neto (produção musical, arranjos, gravação, mixagem, violão, percussão, cordas)
- 2004: A Glória da Segunda Casa - Beatriz (produção musical)
- 2005: Toque de Fé - Michelle Nascimento[11] (produção musical e vocal em "Elevo os Meus Olhos")
- 2010: Rios de Milagres - Gisele Nascimento (produção musical)
- 2012: Levanta Tua Voz - Wilian Nascimento (produção musical)
- 2013: O Sonho não Acabou - Gisele Nascimento (produção musical)
- 2013: Batalha Contra o Mal - Michelle Nascimento (produção musical, arranjos, violão, trompa, tímpano, pads)
- 2014: Marque uma Geração - Trio Nascimento (produção musical)
- 2015: Janelas da Alma - Gisele Nascimento (produção musical)
- 2015: Desafio no Deserto - Michelle Nascimento (produção musical)
- 2016: Questão de Honra - Rose Nascimento (produção musical)
- 2017: Lágrimas Ensinam -  Gisele Nascimento (produção musical)
- 2018: Assim na Terra Como no Céu - Michelle Nascimento (produção musical)